# 志賀国際特許事務所
志賀国際特許事務所（しがこくさいとっきょじむしょ；SHIGA International Patent Office：略称「SHIGA」）は、日本の特許事務所。

## 概要
特許出願などの特許業務を主に行う、日本最大規模の特許事務所であり、弁理士数は100人。国内1番目、全世界5番目の規模を誇る。主な業務は、電気・機械・化学・金属・物理・バイオ・情報・通信・ソフトウェア・ビジネスモデルなど、多様な技術分野での国内／外国特許出願や商標・意匠出願、技術契約、特許侵害事件（審判・訴訟）などに対して、技術分野別の専門知識を有するスタッフが対応する。また、知的財産に関するコンサルティング業務なども行っている。

## 沿革
1965年 志賀国際特許事務所設立